# Али Шукрија
Али Шукрија (алб. Ali Shukriu; Косовска Митровица, 12. септембар 1919 — Београд, 6. јануар 2005) био је учесник Народноослободилачке борбе, друштвено-политички радник СФР Југославије и САП Косова и јунак социјалистичког рада.

## Биографија
Рођен је 12. септембра 1919. године у Косовској Митровици. Пре Другог светског рата студирао је медицину. Члан Комунистичке партије Југославије постао је 1939, а 1940. године члан Обласног комитета КПЈ за Косово и Метохију.
Учесник је Народноослободилачког рата и један од организатора устанка на Косову и Метохији. Био је секретар Месног комитета КПЈ за Косовску Митровицу, политички комесар Штаба оперативне зоне за Косово и остало.
После рата, био је члан Владе НР Србије, члан Савезног извршног већа, од 1963. до 1967. године председник Извршног већа АП Косова, а од 1981. до 1982. године председник Председништва САП Косова.
Од 26. јуна 1984. до 25. јуна 1985. године био је председник Председништва Централног комитета Савеза комуниста Југославије.
Биран је за посланика Савезне и скупштине Србије, био је члан Централног и Главног одбора СУБНОР Југославије и Србије, члан Централног комитета Савеза комуниста Србије и Секретаријата Покрајинског комитета СКС за Косово и Метохију, генерални секретар ССРН Југославије и члан Председништва СФРЈ.
Шукрија је био пројугословенски оријентисан политичар и није подупирао демонстрације на Косову 1980-их. Дао је оставку на све функције након избијања штрајка рудара у фебруару 1989. године.
Умро је 6. јануарa 2005. године у Београду.

## Одликовања
Носилац је Партизанске споменице 1941. и других југословенских одликовања, међу којима је Орден јунака социјалистичког рада, Орден народног ослобођења и Орден братства и јединства са златним венцем.